# 吉姆·布朗寧
吉姆·布朗寧（英語：Jim Browning）是一位英國北愛爾蘭的YouTuber所使用的化名，其影片主題為陷阱駭客與對抗呼叫中心詐騙。
布朗寧的正職為軟體工程師，因親戚受技術支持詐騙而開始研究其運作模式。此類詐騙中，詐騙者假扮為微軟等大公司的技術人員、電腦服務提供者或稅務人員等，使用遠端桌面軟體控制受害者的電腦，並以社交工程欺騙受害者以詐財。布朗寧開設Youtube頻道上傳影片，紀錄自己對抗詐騙、揭露詐騙者身份的過程，並將資訊提供給警方。
2020年3月BBC電視的節目《廣角鏡》有一集為紀錄吉姆·布朗寧對抗詐騙者的過程，他與卡爾·洛克（亦為Youtuber）駭入印度古爾岡一詐騙中心的閉路電視與電腦，收集完整詐騙經過，最終協助警方成功將詐騙者逮捕。2021年紐約時報的一篇文章介紹布朗寧成功阻止年長女士被詐騙的過程；同年美國退休者協會（AARP）的雜誌刊登長文介紹布朗寧對抗網路詐騙的經過。
2021年7月，布朗寧遭自稱為Youtube員工的詐騙者詐騙，將自己的頻道刪除，但在4天後成功將其恢復，隨後發布影片紀錄自己被騙的經過。

## 外部連結
- 官方网站
- YouTube上的吉姆·布朗寧頻道
- Jim Browning的X（前Twitter）